# Schickeria (Lied)
Schickeria ist ein Lied der deutschen Band Spider Murphy Gang aus dem Jahr 1981. Es erschien auf dem Album Dolce Vita und wurde daraus im Februar 1982 als zweite Single ausgekoppelt. Der Song trug nach Skandal im Sperrbezirk weiter zur deutschlandweiten Bekanntheit der Band bei.

## Entstehung und Veröffentlichung
Der Song wurde von Günther Sigl geschrieben und von Harald Steinhauer mit der Band produziert. Sigl sagte, die Münchner Prominentenkneipe Die Klappe habe als Vorbild für den Songtext gedient:

„Es war die Zeit, als es plötzlich überall Türsteher, ‚Gorillas‘, gab. Zum Beispiel im Schwabinger Promitreff ‚Die Klappe‘. In den Laden kamen wir mit unseren Parkas und langen Matten nie rein. Die Kneipe wurde bald zum Drogenumschlagplatz und geschlossen. So mancher Gast landete in Stadelheim im Knast. Das war die Inspiration zum Lied.“

Der Song wurde im Februar 1982 auf Electrola als Nachfolgesingle von Skandal im Sperrbezirk veröffentlicht. Auf der B-Seite befindet sich das Stück Wer wird denn woana.
Am 19. April 1982 trat die Band mit dem Stück in der ZDF-Sendung Disco auf. Die Band trat mit dem Song auch 1982 zweimal in der ZDF-Hitparade auf. Obwohl sie musikalisch nicht der Neuen Deutschen Welle zuzurechnen war, profitierte sie doch davon, dass sich die Sendung anderen Einflüssen deutschsprachiger Musik als dem Schlager öffnete. Nach dem ersten Auftritt am 5. Juli 1982 wurde sie auf den ersten Platz gewählt und durfte daher in der folgenden Ausgabe am 2. August 1982 den Song erneut spielen. In der letzteren Sendung präsentierte sie zugleich die Neuvorstellung Wo bist du?, mit der sie dann zum zweiten Mal in Folge gewann. Schickeria war der erste Auftritt der Band in der ZDF-Hitparade; Skandal im Sperrbezirk wurde in der Hitparade nicht gespielt, laut Günther Sigl, da Dieter Thomas Heck dies nicht wollte. Am 27. August 1992 spielte die Band Schickeria ein weiteres Mal in der ZDF-Hitparade, diesmal außer Konkurrenz.

## Inhalt
Das Lied ist ein recht schneller Rock-’n’-Roll-Song mit einem cleanen Gitarrensolo. Er thematisiert textlich die Münchener Schickeria und eine Kneipe in Schwabing, deren Name nicht genannt wird. In diese gibt es keinen Zutritt für Leute „wie di und mi“ („wie dich und mich“), „a wenig ausgflippt muasst scho sei“. Die Leute dort trinken Champagner, nehmen Hasch und schnupfen Kokain, auch wenn sie deswegen dann in Stadelheim einsitzen, „aber Hauptsach mir san in“ („wir sind in“).

## Preise
Die Band erhielt für das Lied 1982 den Bronzenen Löwen von Radio Luxemburg gemeinsam mit Rosemarie von Hubert Kah.

## Trivia
- Dem 2007 erschienen Tributealbum 30 Jahre Skandal - Mir Feiern A Bayerische Band steuerte Rainhard Fendrich, welcher ironischerweise ein Lied mit demselben Namen hat, eine Coverversion von Schickeria bei.

## Chartplatzierungen
| ChartsChartplatzierungen | Höchstplatzierung | Wochen |
| ------------------------ | ----------------- | ------ |
| Deutschland (GfK)        | 12 (28 Wo.)       | 28     |
| Österreich (Ö3)          | 15 (2 Wo.)        | 2      |
| Schweiz (IFPI)           | 5 (6 Wo.)         | 6      |

| ChartsJahrescharts (1982) | Platzierung |
| ------------------------- | ----------- |
| Deutschland (GfK)         | 24          |

## Coverversionen
2019 spielten Metallica Schickeria im ausverkauften Münchener Olympiastadion, nachdem die Band 2018 bereits Skandal im Sperrbezirk in München gespielt hatte.